# Beaurepaire-sur-Sambre
Beaurepaire-sur-Sambre is een gemeente in het Franse Noorderdepartement (regio Hauts-de-France) en telt 248 inwoners (2004). De plaats maakt deel uit van het arrondissement Avesnes-sur-Helpe.

## Geografie
De oppervlakte van Beaurepaire-sur-Sambre bedraagt 7,8 km², de bevolkingsdichtheid is 31,8 inwoners per km².
Beaurepaire-sur Sambre ligt in het zuidoosten van het departement Noord (Henegouwen) midden in het regionale natuurpark van de Avesnois. De Avesnois is bekend om zijn weilanden, zijn heggenlandschap en zijn glooiende heuvels, die behoren tot uitlopers van de Ardennen, genoemd "kleine Zwitserland van het noorden".
Beaurepaire sur Sambre behoort administratief tot de Avesnois, historisch gezien tot Henegouwen en is landschappelijk verbonden aan de Thiérache.
De gemeente ligt op 96 km van Lille, 46 km van Valenciennes, 33 km van Maubeuge, 22 km van Fourmies, 13 km van Avesnes, 10 km van Maroilles en 6 km van Cartignies. Verder ligt het 118 km van Reims, 123 km van Brussel, 60 km van Mons en 68 km van Charleroi.
Beaurepaire is gelegen op 20 km van de België en grenst aan het departement Aisne.
De onderstaande kaart toont de ligging van Beaurepaire-sur-Sambre met de belangrijkste infrastructuur en aangrenzende gemeenten.

## Demografie
Onderstaande figuur toont het verloop van het inwonertal (bron: INSEE-tellingen).